# Antonio Barbas Heredia
Antonio Barbas Herediaes una serie de historietas creada por G. Iranzo en 1944 que fue publicada a lo largo del siglo XX por varias editoriales.

## Trayectoria editorial
Juan García Iranzo creó al personaje que da nombre a la serie en diciembre de 1943 como ilustración para una exposición de originales de los Estudios Chamartín que tuvo lugar en la Sala Arte (sita en la calle Archs, n.º 7, pral. de Barcelona), apareciendo impreso en el catálogo que se entregaba a los visitantes. También publicó tres cuadernos monográficos.
Las primeras historietas de Antonio Barbas Heredia aparecieron entre 1944 y 1946 en la revista Leyendas Infantiles, cuando era editada por Hispano Americana de Ediciones.
Entre 1949 y 1950, continuaron apareciendo en Chispa de Editorial Toray, siendo objeto también de un cuaderno recopilatorio junto a Rafaé Bolavá, otra creación del autor para la misma revista.
Las últimas aventuras del personaje se publicaron en Trampolín.
En 1988, fueron recopiladas en forma de álbum por Revival Comics como número 16 de su serie dedicada a autores españoles.

## Argumento
Antonio Barbas Heredia es, como indica su propio nombre, un gitano de barba larga. Armado con un trabuco grande, se dedica al robo, cual bandolero de otros tiempos, pero sin éxito.